# Kōchi (prefectuur)
De prefectuur Kōchi  (Japans: 高知県, Kōchi-ken) is een Japanse prefectuur op het eiland Shikoku. Kōchi heeft een oppervlakte van 7105,04 km² en had op 1 maart 2008 een bevolking van ongeveer 784.867 inwoners. De hoofdstad is Kōchi.

## Geschiedenis
De prefectuur Kōchi vormde tot aan de Meiji-restauratie de provincie Tosa.

## Geografie
De prefectuur Kōchi beslaat het zuidwestelijke deel van het eiland Shikoku. Kōchi grenst aan de Stille Oceaan en de prefecturen Ehime Tokushima. Het is de grootste maar tevens de dunst bevolkte van de vier prefecturen van Shikoku's. Het merendeel van de prefectuur is erg bergachtig. Enkel rondom de hoofdstad Kōchi en de stad Nakamura vindt men een kustvlakte. Kōchi is verder bekend voor zijn vele rivieren.
De administratieve onderverdeling is in zelfstandige steden en gemeenten.

### Zelfstandige steden (市) shi
Er zijn 11 steden in de prefectuur Kōchi:
- Aki
- Kami
- Kōchi (hoofdstad)
- Konan
- Muroto
- Nankoku
- Shimanto
- Sukumo
- Susaki
- Tosa
- Tosashimizu

### Gemeenten (郡 gun)
De gemeenten van Kōchi, ingedeeld naar district:
| District | Gemeenten                                                       |
| -------- | --------------------------------------------------------------- |
| Agawa    | Ino - Niyodogawa                                                |
| Aki      | Geisei - Kitagawa - Nahari - Tano - Toyo - Umaji - Yasuda       |
| Hata     | Kuroshio - Mihara - Otsuki                                      |
| Nagaoka  | Motoyama - Otoyo                                                |
| Takaoka  | Hidaka - Nakatosa - Ochi - Sakawa - Shimanto - Tsuno - Yusuhara |
| Tosa     | Okawa - Tosa                                                    |

### Fusies
(Situatie op 4 januari 2008) 
Zie ook: Gemeentelijke herindeling in Japan
- Op 1 oktober 2004 fusioneerden de gemeente Hongawa van het District Tosa en de gemeente Gohoku van het District Agawa met de gemeente Ino(eveneens van het District Agawa) tot de nieuwe gemeente Ino. De gemeente behoort tot het District Agawa.

- Op 1 januari 2005 werden de gemeenten Tosayama en Kagami van het District Tosa aangehecht bij de stad Kochi.

- Op 1 februari 2005 smolten de gemeenten Hayama en Higashitsuno van het District Takaoka samen tot de nieuwe gemeente Tsuno.

- Op 10 april 2005 fusioneerden de stad Nakamura en de gemeente Nishitosa van het District Hata tot de nieuwe stad Shimanto.

- Op 1 augustus 2005 werden de gemeenten Ikegawa en Agawa (beide van het District Agawa) en de gemeente Niyodo van het District Takaoka samengevoegd tot de nieuwe gemeente Niyodogawa. De gemeente behoort tot het District Agawa.

- Op 1 januari 2006 werd de gemeente Onomi van het District Takaoka aangehecht bij de gemeente Nakatosa.

- Op 1 maart 2006 werden de gemeenten Akaoka, Kagami, Noichi, Yasu en Yoshikawa (allen van het District Kami) aangehecht bij de stad Konan.

- Op 1 maart 2006 smolten de gemeenten Tosayamada, Kahoku en Monobe (allen van het District Kami) samen tot de nieuwe stad Kami. Het District Kami verdween door deze fusie.

- Op 20 maart 2006 fusioneerden de gemeenten Kubokawa (van het District Takaoka) en Taisho en Towa (van het District Hata) tot de nieuwe gemeente Shimanto. De gemeente behoort tot het District Takaoka.

- Op 20 maart 2006 smolten de gemeenten Saga en Ogata van het District Hata samen toe de nieuwe gemeente Kuroshio.

- Op 1 januari 2008 werd de gemeente Haruno van het District Agawa aangehecht bij de stad Kochi.

## Bezienswaardigheden
- Het kasteel van Kōchi

## Galerij

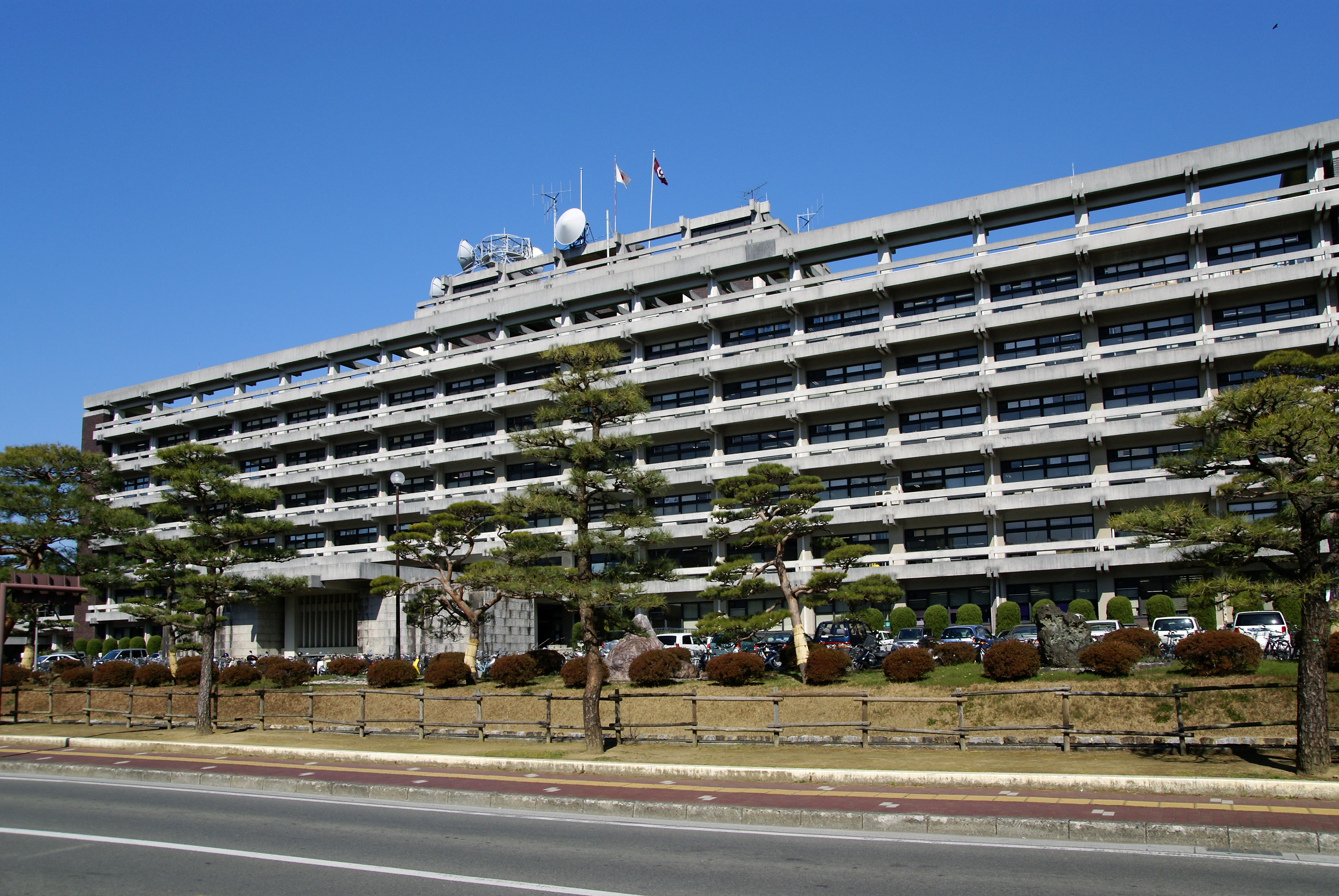
De zetel van de prefectuur Kōchi
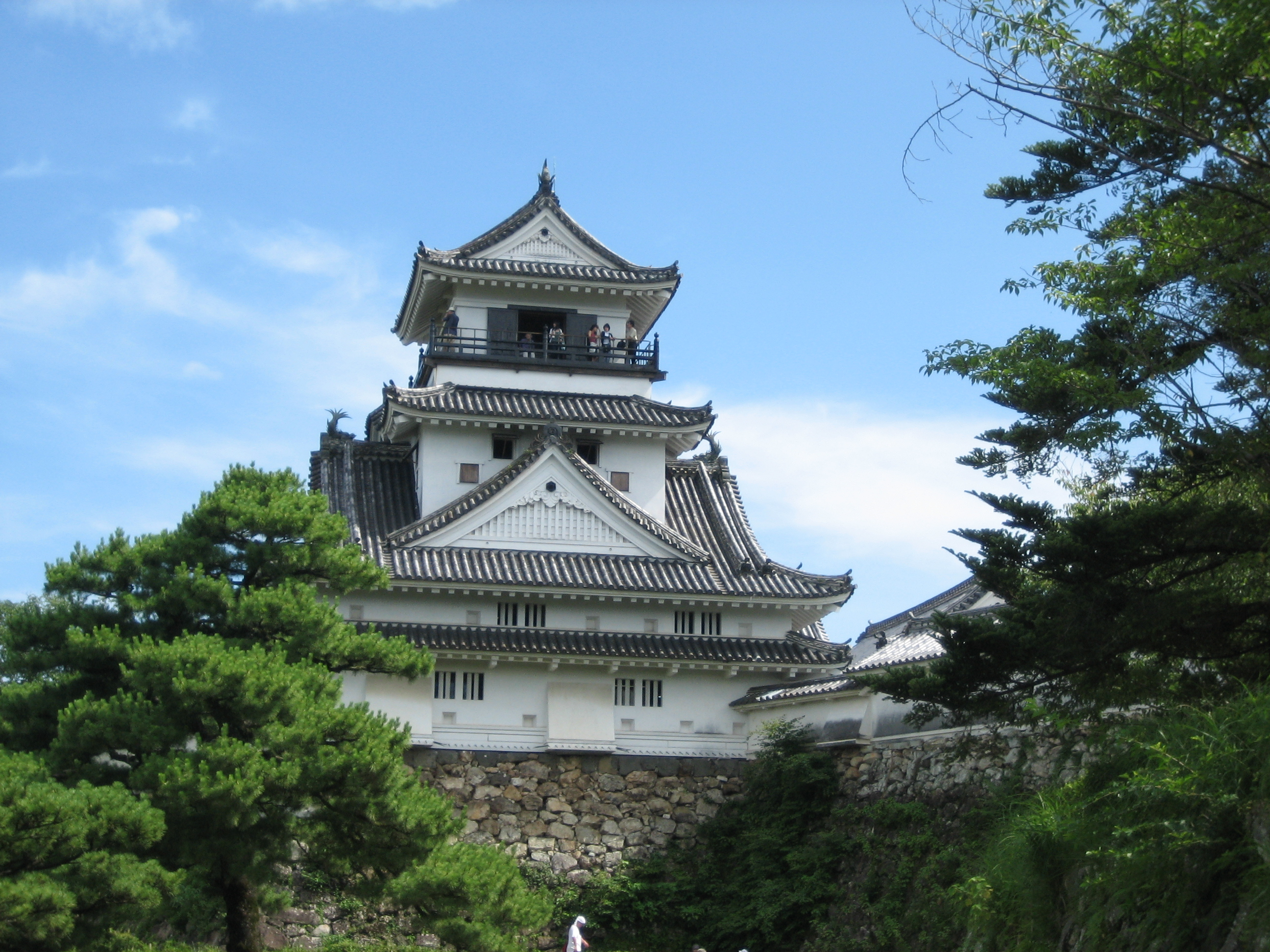
Kasteel van Kōchi